# Синтијана (Индијана)
Синтијана (енгл. Cynthiana) град је у америчкој савезној држави Индијана.

## Демографија
По попису из 2010. године број становника је 545, што је 148 (-21,4%) становника мање него 2000. године.
| Група             | 2000.       | 2010.       |
| Белци             | 683 (98,6%) | 525 (96,3%) |
| Афроамериканци    | 0 (0,0%)    | 1 (0,2%)    |
| Азијати           | 2 (0,3%)    | 1 (0,2%)    |
| Хиспаноамериканци | 0 (0,0%)    | 3 (0,6%)    |
| Укупно            | 693         | 545         |